# Neurigona albospinosa
Neurigona albospinosa är en tvåvingeart som beskrevs av Van Duzee 1913. Neurigona albospinosa ingår i släktet Neurigona och familjen styltflugor.
Artens utbredningsområde är British Columbia. Inga underarter finns listade i Catalogue of Life.